# Eddy Ottoz
Eddy Ottoz (* 3. června 1944, Mandelieu-la-Napoule, Alpes-Maritimes, Francie) je bývalý italský atlet, dvojnásobný mistr Evropy v běhu na 110 metrů překážek.
Dvakrát reprezentoval na letních olympijských hrách. V roce 1964 na letní olympiádě v Tokiu doběhl ve finále na čtvrtém místě. Medaile se dočkal o čtyři roky později na letních hrách v mexickém Ciudad de México, kde vybojoval bronz. V závodě nestačil jen na americké duo Willie Davenport (zlato) a Ervin Hall (stříbro).
K jeho úspěchům patří také tři zlaté medaile z evropských halových her (Dortmund 1966, Praha 1967, Madrid 1968) a dvě zlaté medaile ze světových letních univerziád (Budapešť 1965, Tokio 1967). 